# Ридберґ
Ридберґ — позасистемна одиниця енергії, що застосовується в атомній фізиці.
1 Ридберґ дорівнює половині Гартрі, що дорівнює 13.6056923(12) еВ.
З фізичної точки зору енергію приблизно −1 Ридберґ має основний стан атома водню.
Одиниця названа на честь шведського фізика Йоганнеса Роберта Ридберґа.